# IGBT
IGBT (insulated-gate bipolar transistor): Transistor có cực điều khiển cách ly là một linh kiện bán dẫn công suất 3 cực được phát minh bởi Hans W. Beck và Carl F. Wheatley vào năm 1982. IGBT kết hợp khả năng đóng cắt nhanh của MOSFET và khả năng chịu tải lớn của transistor thường. Mặt khác IGBT cũng là phần tử điều khiển bằng điện áp, do đó công suất điều khiển yêu cầu sẽ cực nhỏ.

## Cấu tạo, nguyên lý hoạt động
Về cấu trúc bán dẫn, IGBT rất giống với MOSFET, điểm khác nhau là có thêm lớp nối với collector tạo nên cấu trúc bán dẫn p-n-p giữa emiter (tương tự cực gốc) với collector (tương tự với cực máng), mà không phải là n-n như ở MOSFET. Vì thế có thể coi IGBT tương đương với một transistor p-n-p với dòng base được điều khiển bởi một MOSFET.

Cấu trúc IGBT điển hình

Mạch tương đương của IGBT

Đặc trưng tĩnh IGBT

Dưới tác dụng của áp điều khiển Uge>0, kênh dẫn với các hạt mang điện là các điện tử được hình thành,
giống như ở cấu trúc MOSFET.Các điện tử di chuyển về phía collector vượt qua lớp tiếp giáp n-p như ở cấu trúc giữa base và collector ở transistor thường, tạo nên dòng collector.

## Đặc tính đóng cắt của IGBT
Do cấu trúc n-p-n mà điện áp thuận giữa C và E trong chế độ dẫn dòng ở IGBT thấp hơn hẳn so với Mosfet. Tuy nhiên do cấu trúc này làm cho thời gian đóng cắt của IGBT chậm hơn so với Mosfet, đặc biệt là khi khóa lại. Trên hình vẽ thể hiện cấu trúc tương đương của IGBT với Mosfet và một transistor p-n-p. Ký hiệu dòng qua IGBT gồm hai thành phần: i1 dòng qua Mosfet, i2 dòng qua transistor. Phần Mosfet trong IGBT cs thể khóa lại nhanh chóng nếu xả hết được điện tích giữa G và E, do đó dòng i1= 0, tuy hiên i2 sẽ không suy giảm nhanh chóng được do lượng điện tích lũy trong (tương đươngvới base của cấu trúc p-n-p) chỉ có thể mất đi do quá trình tự trung hòa điện tích. Điều này xuất hiện vùng dòng điện kéo dài khi khóa IGBT.

## Vùng làm việc an toàn (Safe Operating Area)
Vùng làm việc an toàn được thể hiện dưới dạng đồ thị quan hệ giữa điện áp và giá trị dòng điện lớn nhất mà phần tử có thể hoạt động được trong mọi chế độ, khi dẫn, khi khóa, cũng như trong các quá trình đóng cắt. SOA của IGBT được biểu diễn ở hình bên.
Ở hình đầu tiên biểu diễn khi điện áp đặt lên cực điều khiển và emitor là dương và hình thư hai thì điện áp này là âm. Khi điện áp điều khiển dương, SOA có dạng hình chữ nhật với góc hạn chế ở phía trên, bên phải, tương ứng với chế độ dòng điện và điện áp lớn. Điều này có nghĩa là khi chu kì đóng cắt càng ngắn, ứng với tần số làm việc càng cao thì khả năng đóng cắt công suất càng suy giảm. Khi đặt điện áp điều khiển âm lên cực điều khiển và emitor, SOA lại bị giới hạn ở vùng công suất lớn do tốc độ tăng điện áp quá lớn sẽ dẫn đến xuất hiện dòng điện lớn đưa vào vùng p của cực điều khiển, tác dụng giống như dòng điều khiển làm IGBT mở trở lại như tác dụng đối với cấu trúc của thyristor.
Tuy nhiên khả năng chịu đựng tốc độ tăng áp ở IGBT lớn hơn nhiều so với ở các phần tử bán dẫn công suất khác.
Giá trị lớn nhất của dòng cho phép collector cho phép Icm được chọn sao cho tránh được hiện tượng chốt giữ dòng, không khóa lại được, giống như ở thyristor. Hơn nữa, điện áp điều khiển lớn nhất Uge cũng phài được chọn để có thể giới hạn được dòng điện Ice trong giới hạn lớn nhất cho phép này trong điều kiện sự có ngắn mạch bằng cách chuyển đổi bắt buộc từ chế độ bão hòa sang chế độ tuyến tính. Khi đó dòng Ice được giới hạn không đổi, không phụ thuộc vào điện áp Uce lúc đó. Tiếp theo IGBT phải được khóa lại trong điều kiện đó, càng nhanh càng tốt để tránh phát nhiệt quá mạnh. Tránh được hiện tượng chốt giữ dòng bằng cách liên tục theo dõi dòng collector là điều cần thiết khi thiết kế IGBT.

## Vấn đề bảo vệ IGBT
Thông thường IGBT được sử dụng trong những mạch đóng cắt tần số cao, từ 2 đến hàng chục kHz. Ở tần số đóng cắt cao như vậy, những sự cố có thể phá hủy phần tử rất nhanh và dẫn đến phá hỏng toàn bộ thiết bị. Sự cố thường xảy ra nhất là quá dòng do ngắn mạch từ phía tải hoặc từ các phần tử có lỗi do chế tạo hoặc lắp ráp.
Có thể ngắt dòng IGBT bằng cách đưa điện áp điều khiển về giá trị âm. Tuy nhiên quá tải dòng điện có thể đưa IGBT ra khỏi chế độ bão hòa dẫn đến công suất phát nhiệt tăng đột ngột, phá hủy phần tử sau vài chu kỳ đóng cắt. Mặt khác khi khóa IGBT lại trong một thời gian rất ngắn khi dòng điện rất lớn dấn đến tốc độ tăng dòng quá lớn, gây quá áp trên collector, emiter, lập tức đánh thủng phần tử. Trong sự cố quá dòng, không thể tiếp tục điều khiển IGBT bằng những xung ngắn theo quy luật như cũ, cũng không đơn giản là ngắt xung điều khiển để dập tắt dòng điện được.
Có thể ngăn chặn hậu quả của việc tắt dòng đột ngột bằng cách sử dụng các mạch dập RC (snubber circuit), mắc song song với các phần tử. Tuy nhiên các mạch dập có thể làm tăng kích thước và giảm độ tin cậy của thiết bị. Giải pháp tối ưu được đưa ra là làm chậm lại quá trình khóa của IGBT, hay còn gọi là khóa mềm (soft turn-off) khi phát hiện có sự cố dòng tăng quá mức cho phép.